# 暗色石鮰
暗色石鮰為輻鰭魚綱鯰形目北美鯰科石鮰屬的其中一種，分布於北美洲美國密西西比河、田納西河等流域，體長可達15公分，棲息在沙石底質的溪流。

## 擴展閱讀
維基物種上的相關：暗色石鮰